# Kanton Novion-Porcien
Der Kanton Novion-Porcien war bis 2015 ein französischer Wahlkreis im Arrondissement Rethel, im Département Ardennes und in der Region Champagne-Ardenne; sein Hauptort (frz.: chef-lieu) war Novion-Porcien. Die landesweiten Änderungen in der Zusammensetzung der Kantone brachten im März 2015 seine Auflösung. Vertreter im Generalrat des Départements war zuletzt Jean-François Leclet.
Der Kanton Novion-Porcien war 224,16 km² groß und hatte 5042 Einwohner (Stand: 2012).

## Gemeinden
| Gemeinde                | Einwohner (Stand: 2022) | Code postal | Code Insee |
| ----------------------- | ----------------------- | ----------- | ---------- |
| Auboncourt-Vauzelles    | 96                      | 08270       | 08027      |
| Chesnois-Auboncourt     | 162                     | 08270       | 08117      |
| Corny-Machéroménil      | 193                     | 08270       | 08132      |
| Faissault               | 257                     | 08270       | 08163      |
| Faux                    | 63                      | 08270       | 08165      |
| Grandchamp              | 89                      | 08270       | 08196      |
| Hagnicourt              | 68                      | 08430       | 08205      |
| Justine-Herbigny        | 164                     | 08270       | 08240      |
| Lucquy                  | 579                     | 08300       | 08262      |
| Mesmont                 | 91                      | 08270       | 08288      |
| La Neuville-lès-Wasigny | 162                     | 08270       | 08323      |
| Neuvizy                 | 119                     | 08430       | 08324      |
| Novion-Porcien          | 519                     | 08270       | 08329      |
| Puiseux                 | 110                     | 08270       | 08348      |
| Saulces-Monclin         | 841                     | 08270       | 08402      |
| Sery                    | 319                     | 08270       | 08415      |
| Sorcy-Bauthémont        | 147                     | 08270       | 08428      |
| Vaux-Montreuil          | 108                     | 08270       | 08467      |
| Viel-Saint-Remy         | 300                     | 08270       | 08472      |
| Villers-le-Tourneur     | 216                     | 08430       | 08479      |
| Wagnon                  | 108                     | 08270       | 08496      |
| Wasigny                 | 280                     | 08270       | 08499      |
| Wignicourt              | 57                      | 08270       | 08500      |

## Bevölkerungsentwicklung
| 1962 | 1968 | 1975 | 1982 | 1990 | 1999 | 2012 |
| ---- | ---- | ---- | ---- | ---- | ---- | ---- |
| 4608 | 4215 | 4675 | 4301 | 4180 | 4211 | 5042 |